# Reviens
Reviens è il secondo album in studio del cantante canadese Garou, pubblicato nel 2003.

## Tracce
1. Passe ta route (Jacques Veneruso)  — 2:56
2. Et si on dormait (Gérald De Palmas)  — 3:40
3. Hemingway (Didier Barbelivien)  — 4:16
4. L'aveu (Sophie Nault, Claude Pineault)  — 3:52
5. Reviens (Où te caches-tu?) (Jacques Veneruso)  — 3:12
6. Pour l'amour d'une femme (Luc Plamondon, Aldo Nova, Ago Jeremy-Michael De Paul)  — 3:59
7. Pendant que mes cheveux poussent (Erick Benzi)  — 2:17
8. Les filles (Jean-Jacques Goldman)  — 3:08
9. Le sucre et le sel (featuring Annie & Suzie Villeneuve) (Erick Benzi) — 3:54
10. Quand passe la passion (Romano Musumarra, Luc Plamondon)  — 3:55
11. Au cœur de la terre (Romano Musumarra, Luc Plamondon)  — 3:38
12. Prière indienne (Jacques Veneruso)  — 3:57
13. Tout cet amour-là (Jean-Jacques Goldman)  — 4:34
14. Ne me parlez plus d'elle (Eric Lapointe, Roger Tabra, Stéphane Dufour)  — 3:44
15. Ton premier regard (Gildas Arzel)  — 4:32
16. Une dernière fois encore (featuring Gildas Arzel) (Gildas Arzel) — 6:22